# Lijnlast

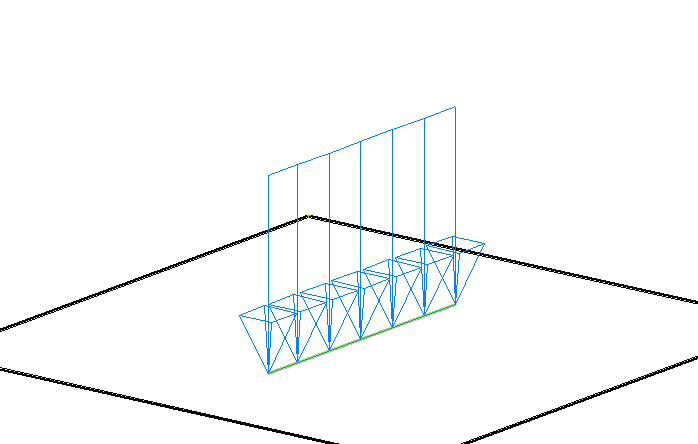
Lijnlast op een plaat

Een lijnlast is een belasting die aangrijpt op een constructiedeel, waarbij de lengte van het belastingoppervlak veel groter is dan de breedte van dat oppervlak. Uit praktisch oogpunt kunnen ook aaneenschakelingen van puntlasten, van ongeveer gelijke grootte, worden samengevoegd tot een lijnlast.
Lijnlasten worden in een constructieberekening ingevoerd teneinde de optredende vervormingen en spanningen in de constructie te kunnen bepalen. De totale belasting, door de lijnlast uitgeoefend is het product van de lengte van de lijnlast en de gemiddelde lijnlast: {\displaystyle F=L\ p_{gem}}
Voorbeelden van lijnlasten zijn:
- wand op een vloer
- file van auto's op een brug, een aaneenschakeling van puntlasten
- rij personen aan de rand van een brug

statische belasting ·
dynamische belasting

permanente belasting · 
veranderlijke belasting · 
bijzondere belasting ·
momentane belasting

uiterste grenstoestand · 
bruikbaarheidsgrenstoestand ·
belastingsfactor

puntlast · 
lijnlast · 
vlaklast · 
verhinderde vervorming